# Sámuel első és második könyve
Sámuel két könyve (héberül: שְׁמוּאֵל S(e)múél, jiddisül: שמואל Smuel) a Biblia első részében, az Ószövetségben található. Az eredeti héber gyűjteményekben még egy könyvet alkottak, a Septuagintában azonban Királyságok első és második könyve néven kettéválasztották azokat. Ezt a felosztást a XVI. században a héber nyelvű kiadások is átvették, de megtartották az eredeti címben Sámuel nevét. A két könyv témája az az időszak Izrael életében, amely a királyság megalapításától Dávid király haláláig tartott. 
A 18. századig a könyvekben elbeszélt események valóságát nem vitatták, azonban ettől kezdve a bibliakritikai kutatás fokozatosan vizsgálat alá vette a leírottakat, amely a szerző, a keletkezés és a történetek megkérdőjelezéséhez vezetett. A mai tudományos közösség többsége például elutasítja Dávid király itt leírt nagy zsidó királyságának valóságát.

## Szerzősége
A zsidó hagyomány szerint a könyvet Sámuel próféta írta, Gád és Náthán próféták kiegészítésével, akik az 1. Krónikákban megjelennek Dávid uralkodásának beszámolója alatt.
A jelenlegi tudományos konszenzus e könyvek megírását jóval későbbre, i.e. 630–540 közé teszi, számos más, különböző korú, független szöveg egyesítésével. Egyesek szerint a Sámuel könyvei túl sok anakronizmust mutatnak ahhoz, hogy az i.e. 11. században állították volna össze ezeket.

## Felosztás
- Első rész (I.1.,1-7,17.) Éli és Sámuel története Saulig
- Második rész (I.8,1.-12,25) Saul királlyá válása
- Harmadik rész (I.13,1-II. 2,7.) Saul királyságának története, Saul és Dávid
- Negyedik rész (II.2,8-II.24,25) Dávid királysága

## Történet

### Sámuel
Sámuel Lévi leszármazottja volt, pap és próféta egy személyben. Az Írás több ízben említi őt, aki az első volt a próféták sorában. Sámuel életútja hidat képez, amely összeköti bírák idejét Dávid királyságának a felállításával. Helyreállította az istentiszteletet, a Tóra megtartásával. Anyja, Anna gyermektelenségétől szenvedve fogadalmat tett az Úrnak, hogy ha fia születik, akkor azt Neki fogja áldozni szolgálatra. Sámuelt, ezért gyermekkorában Silóba vitte, és Éli főpapra bízta. Éli megáldotta Annát és még három fiút szült, Elkánától.
Élinek két gonosz fia, Hofni és Fineás, az áldozati állatok nagy részét megtartották maguknak, sőt sok esetben előre elvették az emberektől a húst, amit azok áldozatként akartak bemutatni.Isten ezért ítéletet mondott Élinek, hogy a fiai egy napon fognak meghalni gonoszságuk miatt.
A kis Sámuel egy éjjel hangot hallott, és Élihez ment, mert azt hitte, ő szólította. Mikor a hang többször is szólt hozzá, Éli rájött, hogy ez Isten hangja volt, ezért azt mondta Sámuelnek, hogy hallgassa meg, mit akar mondani. Isten megígérte Sámuelnek, hogy nagy dolgok fognak történni Izraelben, és azt is nyilvánvalóvá tette előtte, hogy Éli fiainak bűneit nem lehet jóvá tenni.
Az izraeliek csatába indultak a filiszteusok ellen, és a siker érdekében magukkal vitték a frigyládát is. A filiszteusok azonban győzelmet arattak, elrabolták a frigyládát, és megölték Éli mindkét fiát. A hír hallatán Éli hátraesett a székével és meghalt. A filiszteusok Dágonba vitték a ládát, az Úr azonban megbüntette őket, amiért végül is arra kényszerültek, hogy visszaadják a szent tárgyat Izraelnek.
Amikor Sámuel lett egész Izrael bírája, szembefordult a bálványimádással, és visszaállította Ábrahám, Izsák, Jákob Istenének az imádását, az istentisztelet rendjét a Tóra megtartásával. Isten segítségével sikerült legyőzniük a filiszteusokat.

### Sámuel és Saul
Sámuel fiai, Joel és Abijám méltatlannak bizonyultak apjuk örökébe lépni, ezért a vének arra kérték Sámuelt, hogy adjon királyt Izrael népének. Bár Sámuelnek a királyság intézménye nem nagyon tetszett, Isten tanácsára végül Sault választotta. Saul az apja elveszett szamarait keresve vetődött el a városba. Nagyon daliás férfi volt, egy fejjel magasodott embertársai fölé. Saul kb. i. e. 1030-tól 1010-ig uralkodott, és végül kegyvesztetté vált Isten előtt. Saul a filiszteusok elleni harcra készült, és arra várt, hogy megérkezzen Sámuel (aki ekkor papként tevékenykedett), hogy áldozatot mutasson be Jahvénak. Sámuel azonban késett, ezért Saul maga mutatta be az áldozatot. Sámuel ezért megharagudott Saulra, és megjósolta a bukását.
Saul fényes győzelmet aratott a filiszteusokon, és sikerrel harcolt a környező népekkel is. egyszer azonban az Úr megparancsolta neki, hogy támadja meg Amaleket, irtsa ki az embereket, és az állatokat áldozza neki. Saul nem teljesítette maradéktalanul a parancsot: az állatok egy részét és a királyt, Agagot életben hagyta. A királyt ezért magának Sámuelnek kellett lefejeznie. Az Úr ekkor úgy döntött, hogy Saul nem lehet többé király Izraelben, hiszen az engedetlenség megbocsáthatatlan bűn. Sámuel bánkódott Saul miatt, de az Úr már eldöntötte, hogy új királyt ad Izraelnek.

### Saul és Dávid
Sámuel Isten sugallatára Dávidot választotta meg új királynak. Az Úr utasítására Sámuel elment Isaihoz, Dávid apjához, hogy felkenje királynak a fiút. A Biblia szövege ezután azzal folytatódik, hogy elmesél két különböző történetet arról, hogyan került Dávid Saulhoz. Az első elbeszéli ahogy Saul, miután Isten megharagudott rá, búskomorságba esett, ami azzal magyarázható, hogy démonok szállták meg. Ezeket a démonokat csak Dávid tudta elűzni tőle a gyönyörű hárfajátékával, nagyon meg is kedvelte Dávidot Saul és családja. A következő történetben Dávidot Isai, az apja étellel küldte a bátyjaihoz, akik a fronton voltak a filiszteusok elleni harctéren. Ekkor történt, hogy Góliát, az óriás filiszteus kihívta viadalra a legerősebb izraelit. Senki sem mert vele kiállni, csak Dávid, aki parittyával törte be Gólját fejét.
Saulnak tetszett Dávid hősiessége, de amikor azt tapasztalta, hogy az emberek szemében Dávid nagyobb hős, mint ő, irigy lett, és megneheztelt Dávidra. Ezer embert adott Dávid mellé, Dávid ezeknek lett a feje. Sorra győzelmet aratott különböző csatákban a filiszteusok ellen, ami tovább növelte Saul féltékenységét. Saul látta, hogy Isten Dáviddal van, őt pedig elhagyta. Dávid szoros barátságot kötött Saul fiával, Jonatánnal, és feleségül vette Saul lányát, Mikált. Saul ennek ellenére Dávid életére tört, merényletet tervezett ellene, ami elől ezuttal Mikál szöktette meg, apja csalódottsága ellenére. Jonatán szívén viselte legjobb barátja helyzetét, pártfogolta Dávidot. Saul továbbra is Dávid halálát kívánta: amikor Dávid egy alkalommal náluk játszott a hárfán, Saul felé hajított egy lándzsát ami elől éppen hogy kihajolt. Ezek után Dávid bujdosni kényszerült. Saul üldözte Dávidot, de nem sikerült elfognia. Dávidnak azonban többször is lett volna alkalma, hogy megölje Sault: Először egy barlangban, ahol a király épp a "dolgát végezte", és nem vette észre, hogy ott van Dávid. Dávid levágott egy darabot a palástjából, és később megmutatta neki, bizonyítva, hogy megölhette volna, ha akarja. Saul erre megbánta, hogy üldözte Dávidot. Később azonban újra Dávid ellen indult a seregével. Dávid és Abisai éjszaka belopózott Saul táborába, és eljutott egészen az alvó Saulig. Nem tettek azonban semmi kárt benne, csak elvitték mellőle a lándzsáját és a kőkorsóját. Saul felébredt s ismét megbánta, hogy üldözte Dávidot, sőt fiának szólítja újra és bocsánatáért esedezett és végleg abbahagyta Dávid üldözését.  
A filiszteusok újra támadtak, a zsidók pedig megfutamodtak előlük. Saul súlyosan megsebesült, három fiát is megölték -köztük Jonatánt-, egész hadserege elhullott és inkább a saját dárdájába dőlt, mint hogy egy filiszteus kezétől essen el. Egy amálekita férfi épp arra járt, és mivel Saul teste ledermedt és nem halt meg, megkérte, hogy végezzen vele, amit meg is tett. A filiszteusok levágták Saul fejét és kardon hordozták körbe. Az amálekita elvitte a hírt Dávidnak, aki összetörten fogadta Saul és Jonatán halálát, megölette a hírhozót, mert az elmondta azt is, hogy onnét tudja, hogy ő maga végzett vele, így Dávid szerint kezéhez Saul, az Úr felkentje vére tapadt. Dávid nagyon megsiratta Sault és Jonatánt, nagyon szerette és hősként emlegette őket.

### Dávid
Dávidot Saul halála után csak a déli népek választották vezérnek, az északiaknak Saul fia, Isbaal lett a királya. Abner, Isbaal vezére átállt Dávidhoz, de Dávid hadvezére, Joáb megölte. Isbaalt közben saját hadvezérei ölték meg, és a fejét elvitték Dávidhoz, mert abban reménykedtek, hogy jutalmat kapnak tőle. Dávid azonban halálra ítélte őket.
Dávid i. e. 1010-től 970-ig uralkodott. Ő tette a vallási kultusz fővárosává Jeruzsálemet, és többször is győzelmet aratott a filiszteusok felett.
Dávid egyszer a házának teraszáról megpillantott egy fürdőző nőt, aki nagyon megtetszett neki. A nőt Bethsabének hívták, és Uriásnak, egy csatában lévő katonának volt a felesége. Dávid elment a nőhöz, és együtt hált vele. Bethsabé teherbe esett. Dávid ekkor üzent Uriásnak, hogy menjen haza a feleségéhez, hogy úgy tűnjön, tőle származik a gyerek. Uriás azonban nem tett semmit, így Dávid azt a megoldást választotta, hogy levelet írt Joáb hadvezérnek, utasítva őt, hogy a csatában állítsa előre Uriást oda, ahol leghevesebben tombol a harc, hogy biztosan meghaljon. Ez be is következett, Uriás elesett. Dávid ezután feleségül vette a nőt. Ekkor azonban elment hozzá Náthán próféta, és elmondott neki egy beszédet a gazdag emberről, akinek hatalmas nyája van, és mégis a szegény ember egyetlen állatát veszi el, amikor enni akar. Dávid nagyon megharagudott erre az emberre, és meg akarta büntetni. Náthán azonban felvilágosította, hogy ő maga ez az ember, hiszen elvette Uriás feleségét. Ekkor Dávid megbánta a bűnét, de Isten nem bocsátott meg neki: az első fia, aki Bethsabétól született, hat nap múlva meghalt. A harmadik fiú pedig, akit Absolomnak hívtak és anyja Maaká volt, felnőve apja ellen fordult, elüzve Dávidot Jeruzsálemből, aztán harcba indult apja ellen. A csatában azonban Dávid győzött, Absalom pedig menekülés közben a hosszú hajánál fogva fennakadt egy fán, ahol aztán rátalálva megölték őt, Dávid előzetes kérése ellenére.
Sámuel könyve elmeséli még Dávid sikeres csatáit a filiszteusokkal és Isten büntetéseként egy halálos járványt az országban. Dávid későbbi fia, Salamon követte a trónon, aki hatalmas bölcsességéről volt híres, amit az Úrtól kért.

## Lásd még
- Tanakh
- Ószövetség
- Biblia